# La Caricature

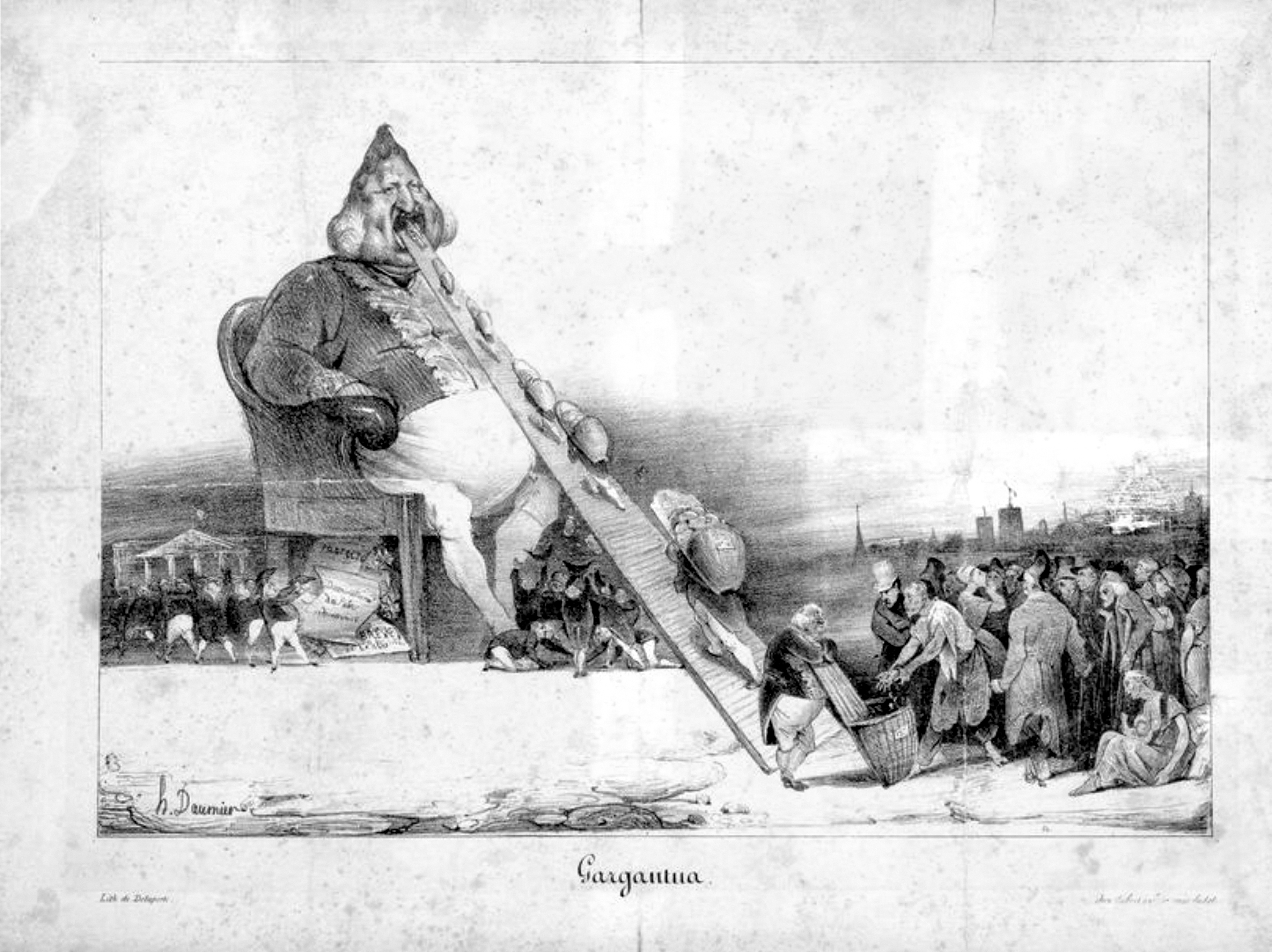
Gargantua von Honoré Daumier. Wegen dieser Karikatur König Louis-Philippes wurde Daumier zu sechs Monaten Haft verurteilt.

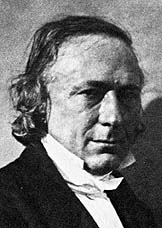
Charles Philipon, Ausschnitt aus einer Fotografie von Nadar, 1854.

La Caricature (frz.; Die Karikatur) war eine illustrierte Zeitung, die zwischen dem 4. November 1830 und dem 27. August 1835 in Paris erschien. Die Zeitung wurde von Charles Philipon (1800–1862) gegründet. Es wurden insgesamt 251 Ausgaben mit einer Auflage von jeweils 750 bis 2000 Exemplaren veröffentlicht. In der Zeitung erschienen insgesamt 524 Cartoons vieler Autoren.
Honoré Daumier (1808–79) fertigte ab 1831 Lithografien für die satirischen Zeitschriften La Caricature und Le Charivari. Für seine Überzeichnung des Königs Ludwig Philipp als Gargantua, die (Hauptfigur aus dem Roman von François Rabelais), d. h. einen unersättlicher Fresser und Säufer, wurde er im Jahr 1832 zu sechs Monaten Gefängnis verurteilt.
Die wöchentlich erscheinende Satirezeitschrift wurde von der Zensur bald verboten.

## Galerie

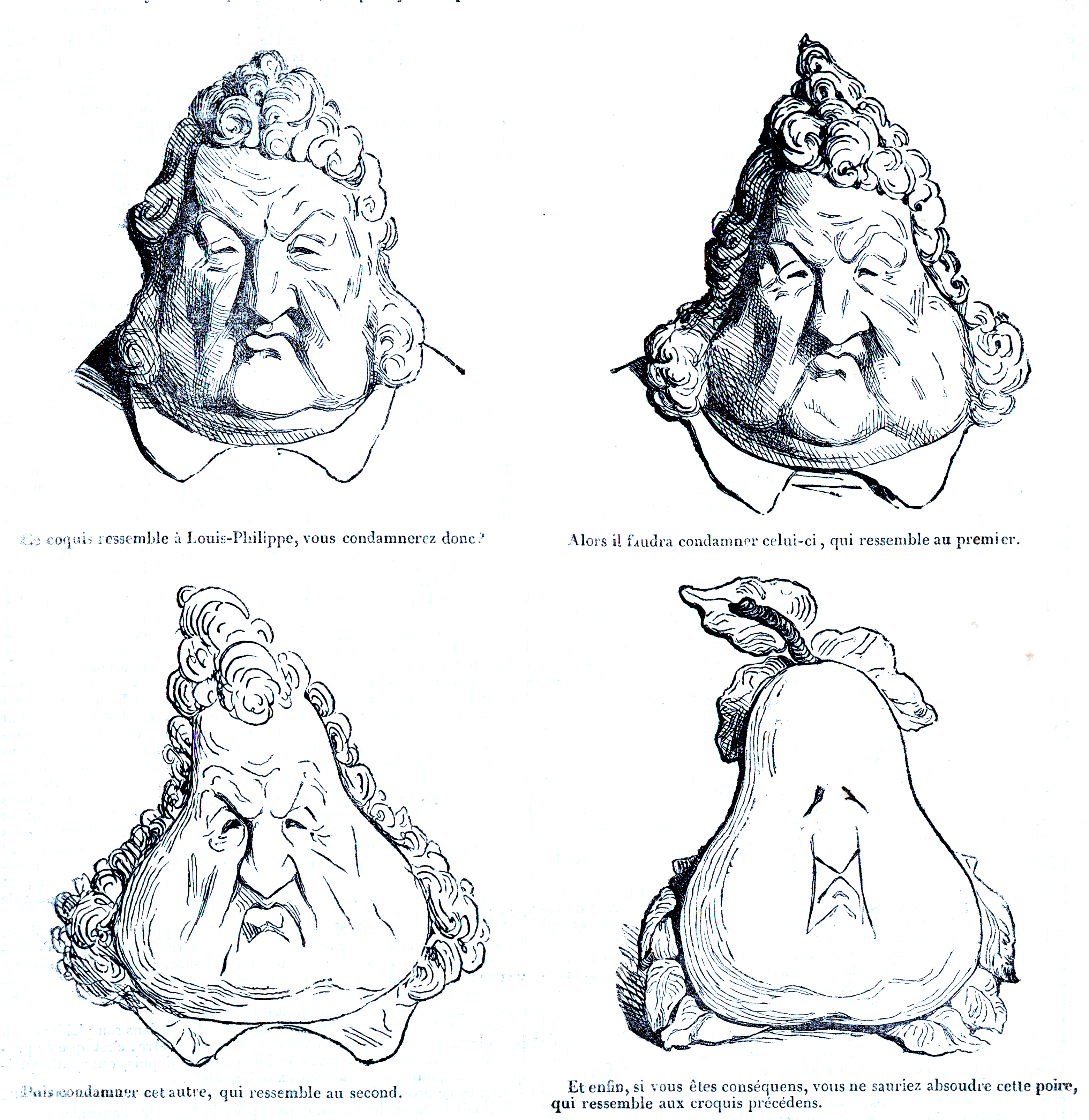
Karikatur von König Louis Philippe von Honoré Daumier 1831
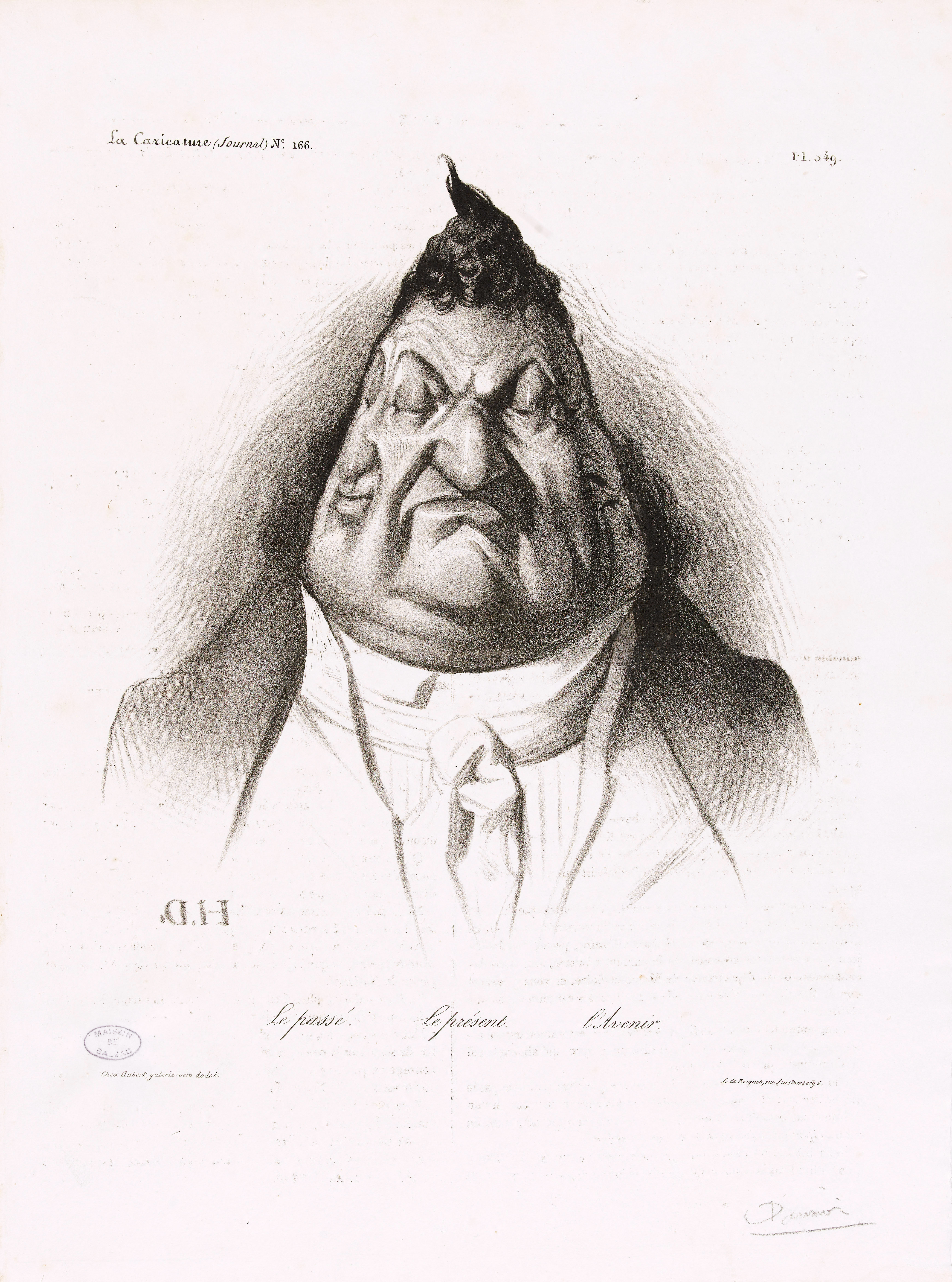
Karikatur von König Louis Philippe von Honoré Daumier (1834)
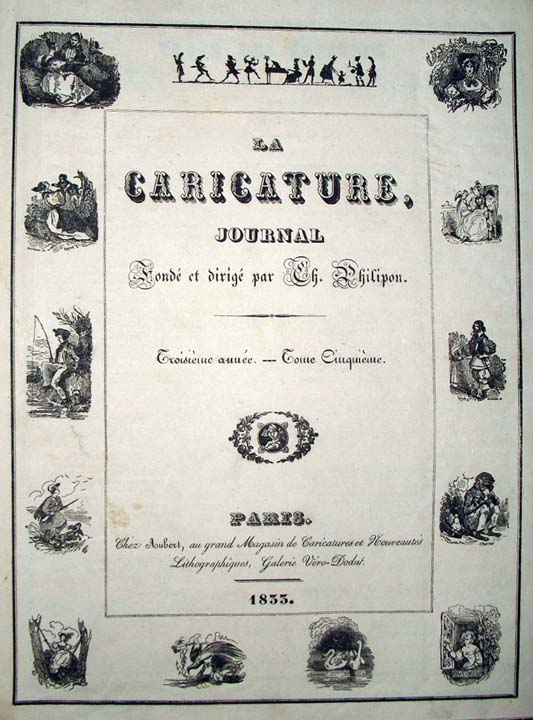
La Caricature (Titelseite 1833)